# Aéronef

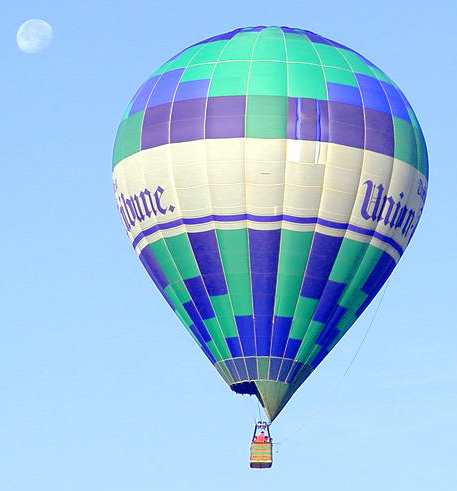
Une montgolfière.

Un aéronef est un moyen de transport capable de s'élever et de se mouvoir en altitude, au sein de l'atmosphère terrestre.
Les sciences et technologies permettant de construire, comprendre et contrôler le vol ainsi qu'utiliser les aéronefs composent l'aéronautique. Le contrôle et la navigation des aérostats sont assurés par un aéronaute ; le terme de pilote tend à supplanter celui d'aviateur pour les aérodynes.
Les aéronefs sont divisés en deux classes principales en fonction du moyen de sustentation utilisé. L'aérostat utilise une force statique tandis que l'aérodyne génère une force dynamique pour équilibrer leur poids ; on les désigne souvent par « plus légers » ou « plus lourds » que l'air. La composante verticale de la poussée d'un réacteur ou d'une fusée permet aussi la sustentation, mais n'est généralement utilisée que comme appoint et pendant une courte durée.
En 2013, l'avion léger, monomoteur à pistons, compose plus de 50 % de la flotte mondiale. Les avions bimoteurs légers ou lourds, tous types de propulsion confondus et les hélicoptères sont les autres représentants principaux.
Au niveau réglementaire, on distingue trois catégories d'activités aériennes : l'aviation commerciale de transport de passagers ou de fret entre aéroports, l'aviation militaire et l'aviation générale, qui regroupe toutes les activités de loisir, de sport ou de travail aérien qui ne sont pas incluses dans les deux premières catégories. La plupart des types d'aéronefs sont utilisés, ou l'ont été, par ces trois opérateurs.

## Typologie générale

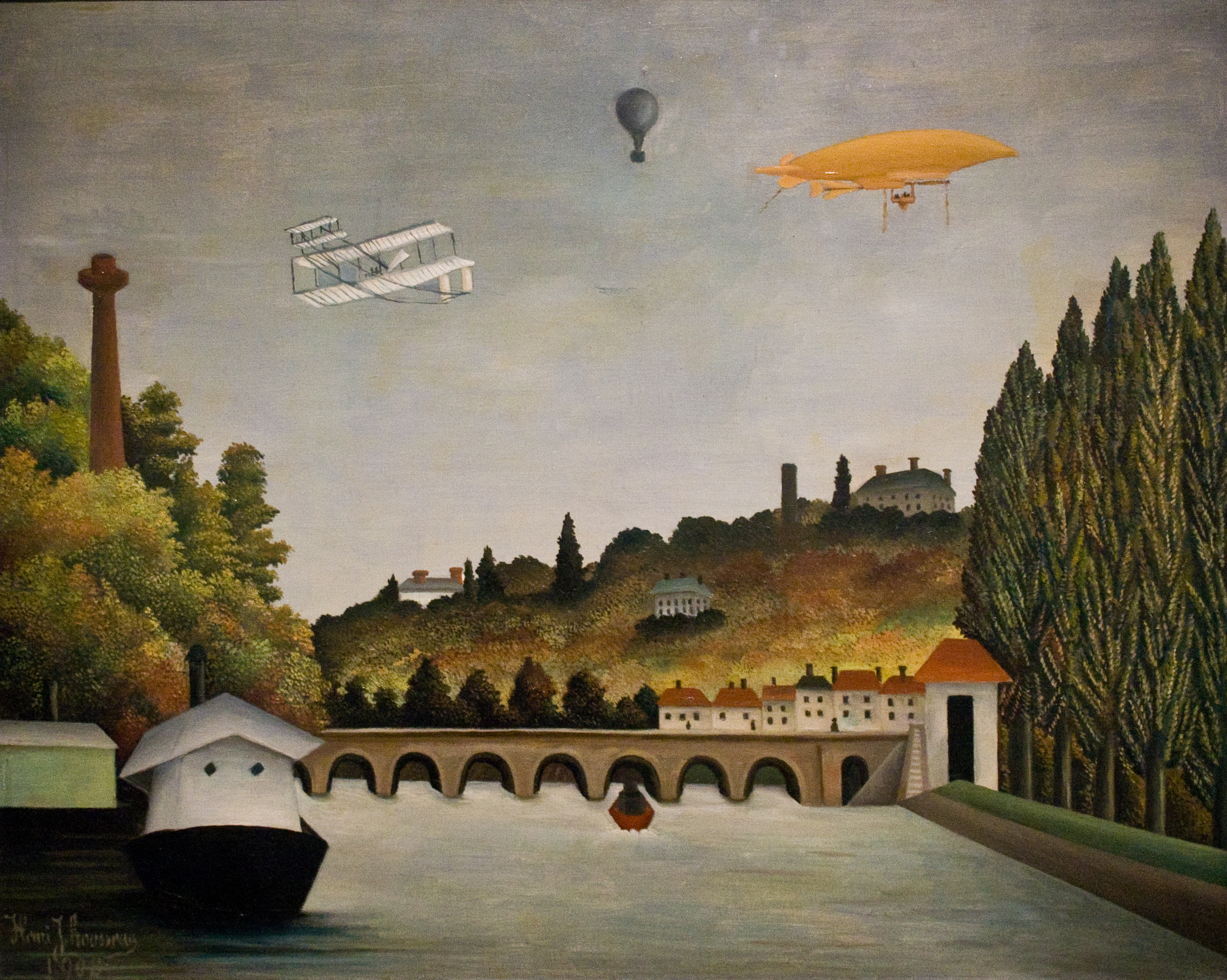
Vue du pont de Sèvres, un tableau d'Henri Rousseau figurant différents types d'aéronefs, en 1908.

La définition de l'aéronef dépend des auteurs et du temps. On dénombre plusieurs dizaines de types différents dont certains, l'avion ou l'hélicoptère, sont toujours inclus alors que d'autres, ornithoptères ou autogires, sont oubliés. Certaines technologies, le ballon à gaz par exemple, ne sont quasiment plus utilisées pour l'emport d'un équipage ou de passagers mais conservent des applications pour emmener des charges en altitude. Le parachute en coupole qui ne pouvait être considéré comme un aéronef par l'absence de force de sustentation est devenu une aile volante dont la construction et le maniement font appel aux mêmes lois que planeurs, deltaplanes, etc. A contrario, l'ULM dont la construction et le pilotage sont similaires à l'avion n'entre pas dans les statistiques de la FAA et n'est pas réglementairement considéré comme un aéronef dans le pays qui compte le plus de pratiquants[Lequel ?].
En l'absence de statistiques globales, l'extrapolation à partir des statistiques de la FAA, couvrant uniquement les États-Unis, celles du GAMA, couvrant la majorité des constructeurs aéronautiques mondiaux d'aviation générale, celles le l'IATA, couvrant la majorité des compagnies aériennes, permet de noter que :
- l'avion léger monomoteur à pistons représente plus de 50 % du parc mondial ;
- l'avion léger bimoteur à pistons représente 25 % du parc mondial ;
- les avions multimoteurs, turbopropulseur ou turboréacteur, représentent 15 % du parc mondial ;
- les appareils à voilures tournantes représentent les 10 % restant, essentiellement des hélicoptères mono-rotor.

À ces types représentatifs on peut ajouter :
- l'avion d'arme biréacteur, le type le plus courant équipant les forces armées ;
- le planeur ;
- l'ensemble des appareils à voilure souple ;
- l'ULM, pour l'essentiel avion ultra-léger monomoteur à pistons ;
- la montgolfière ;
- les avions expérimentaux. La définition de la FAA recouvre principalement les avions « en kit » (10 % des avions légers monomoteurs) et tous les avions « transformés » n'ayant pas fait l'objet d'une certification.

Ce classement ne tient compte que du nombre d'exemplaires construits ou en service. Un classement très différent pourrait être effectué sur d'autres critères comme la valeur ou l'utilisation. Le classement par valeur mettrait probablement l'avion d'arme en tête, le classement par utilisation (heures de vol ou kilométrage parcouru) aurait à sa tête l'avion de ligne biréacteur.

## Caractéristiques et performances

### Domaine de vol
Le domaine de vol d'un aéronef est l'espace, en vitesse air, facteur de charge et altitude, à l'intérieur duquel il peut fonctionner en sécurité.
Tout aéronef possède une vitesse maximale qui peut être limitée par le rapport poussée, traînée ou la résistance de sa structure, ainsi qu'une altitude maximale de vol appelée plafond. Les avions possèdent une vitesse minimale de vol liée au phénomène de décrochage.

### Distance franchissable - Rayon d'action - Autonomie
Le rayon d'action d'un aéronef est la distance qu'il peut franchir entre le décollage et l’atterrissage. Cette distance peut varier en fonction de la masse maximale autorisée et de la charge utile emportée par l'aéronef.

## Classement par mode de sustentation

### L'aérostat
Cet appareil est communément appelé « plus léger que l'air », sa masse étant plus faible que la masse d'air déplacée. La sustentation est assurée grâce à la poussée d'Archimède. Pour produire cette force, un aérostat utilise une enveloppe contenant un gaz plus léger que l'air ambiant : de l'air chaud pour la montgolfière, de l'hélium pour le ballon à gaz. Dans le plan horizontal, l'aérostat est immobile par rapport à l'air ambiant : il se déplace grâce aux vents. Le contrôle de la trajectoire ne peut se faire qu'en changeant d'altitude, pour chercher des courants dans la direction souhaitée.
Le ballon dirigeable est un ballon à gaz équipé de moteurs qui lui permettent de contrôler sa trajectoire.

### L'aérodyne

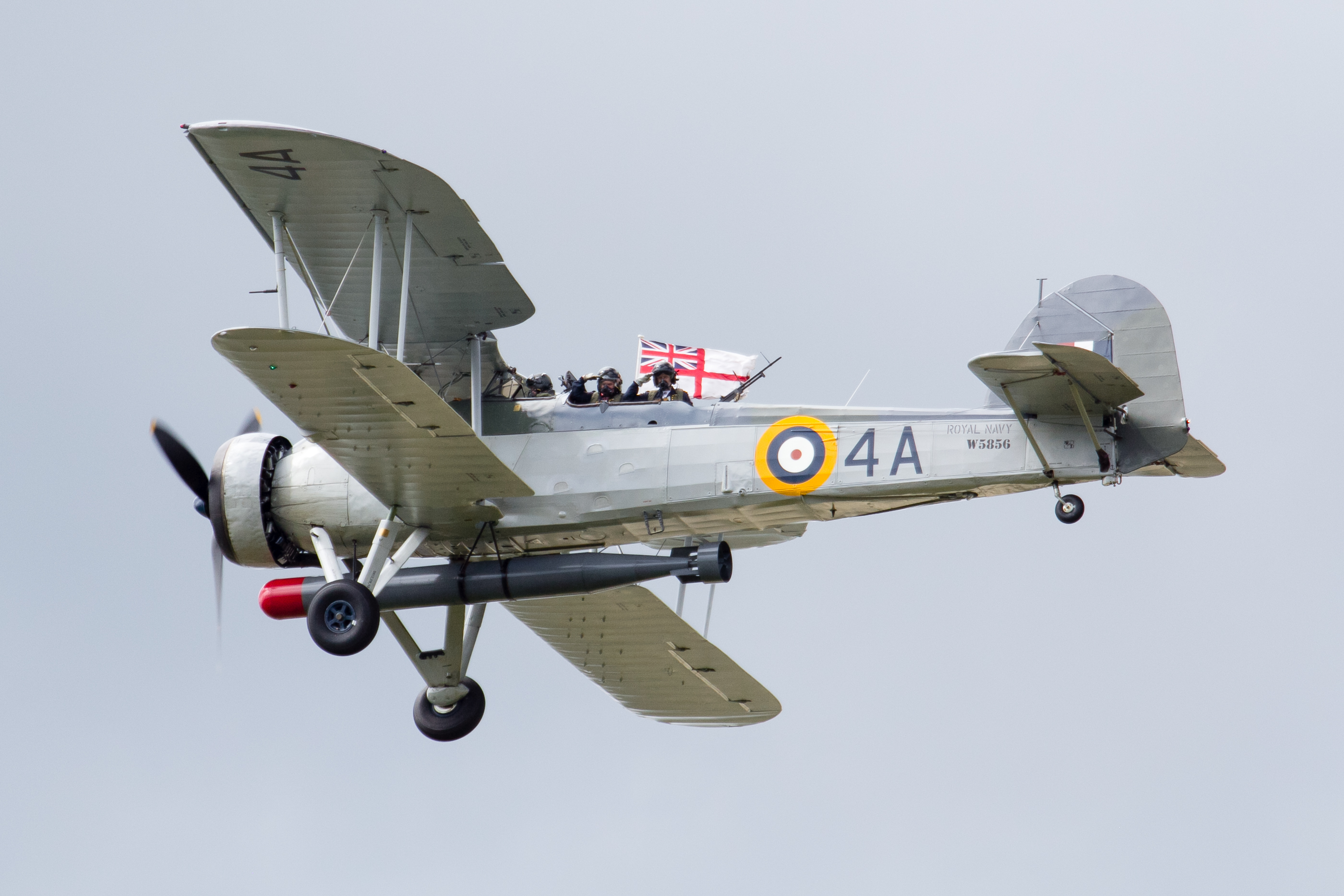
Avion Fairey Swordfish.

Communément appelé « plus lourds que l'air », sa sustentation est assurée par une force aérodynamique, la portance, produite à l'aide d'une voilure. Une voilure a besoin d'un vent relatif pour produire de la portance.
Ce vent relatif est créé par le mouvement de la voilure dans la masse d'air. 
- Les avions et les ULM produisent ce mouvement grâce à un propulseur (hélice) entraîné par un moteur ou par un réacteur.
- Les planeurs, les parapentes et les deltaplanes produisent ce mouvement grâce à leur énergie potentielle.
- Le mouvement de la voilure peut être obtenu par un aérodyne à l'arrêt. C'est le cas par exemple de l'hélicoptère, qui est pourvu d'une voilure tournante.

Enfin, aux débuts de l'aviation, on a cherché à imiter les oiseaux avec des engins à ailes battantes : les ornithoptères.

## Classement par mode de propulsion

### Sans propulseur
Le ballon se déplace dans le plan horizontal en fonction du courant aérien existant à l'altitude où il se trouve.
Le planeur, le parapente ou le deltaplane se déplace dans le plan horizontal en convertissant son énergie potentielle en forces de sustentation et poussée. Ces appareils sont constamment en descente, ils ne peuvent gagner de l'altitude qu'en trouvant des zones de courants ascendants.

### Propulsion humaine

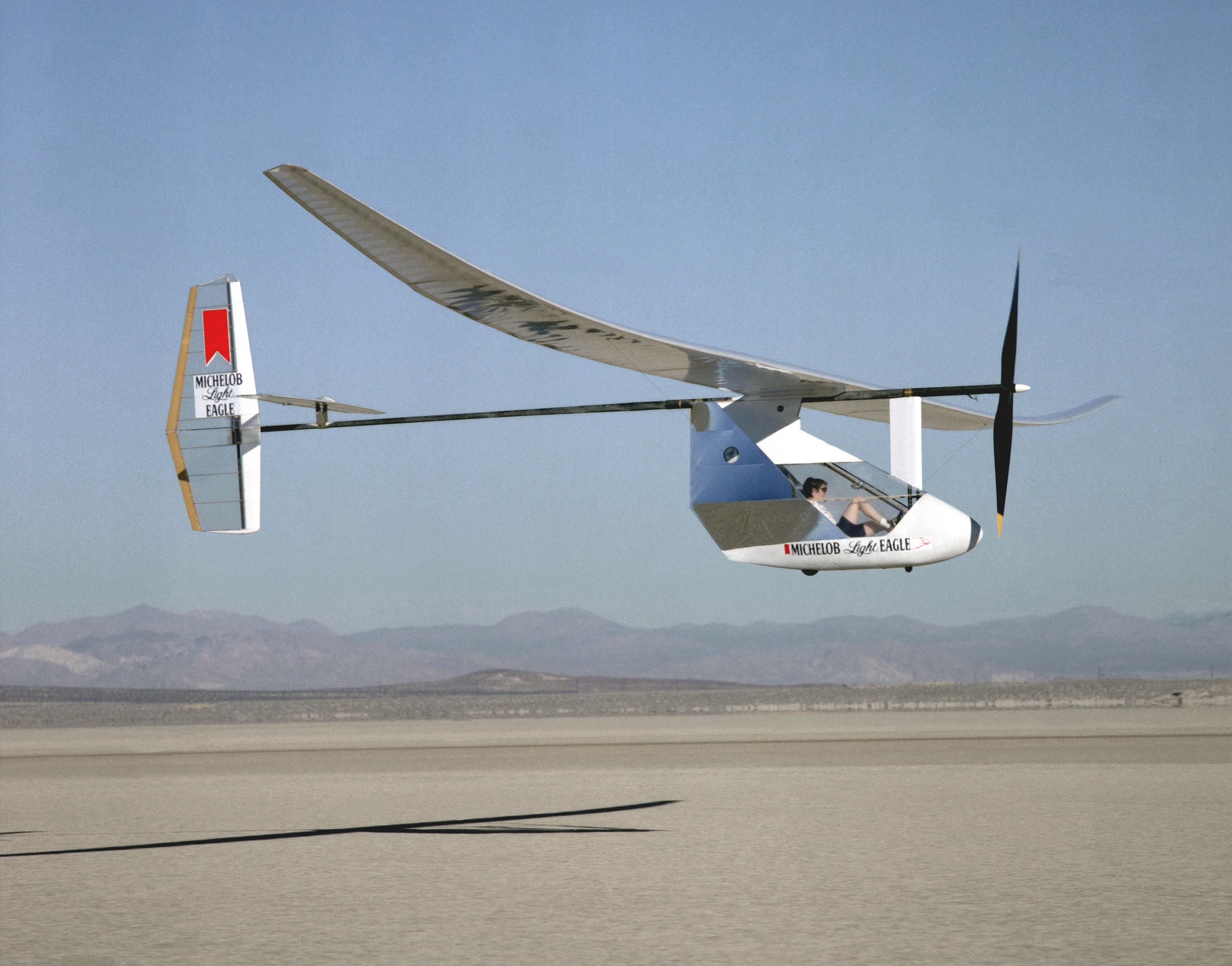
MIT Daedalus.

L'aéronef (généralement à hélice) se déplace grâce à la force humaine, souvent par la force des jambes en pédalant, faisant tourner des engrenages pour faire tourner une hélice, ou dans le cas des prototypes antérieurs, un mécanisme ornithoptère.
Étant donné que ce mode de propulsion reste un défi technique complexe, on utilise souvent un système hybride : pédaler pour charger une batterie qui alimente un moteur électrique à l'hélice.

### Moteur à pistons et hélice

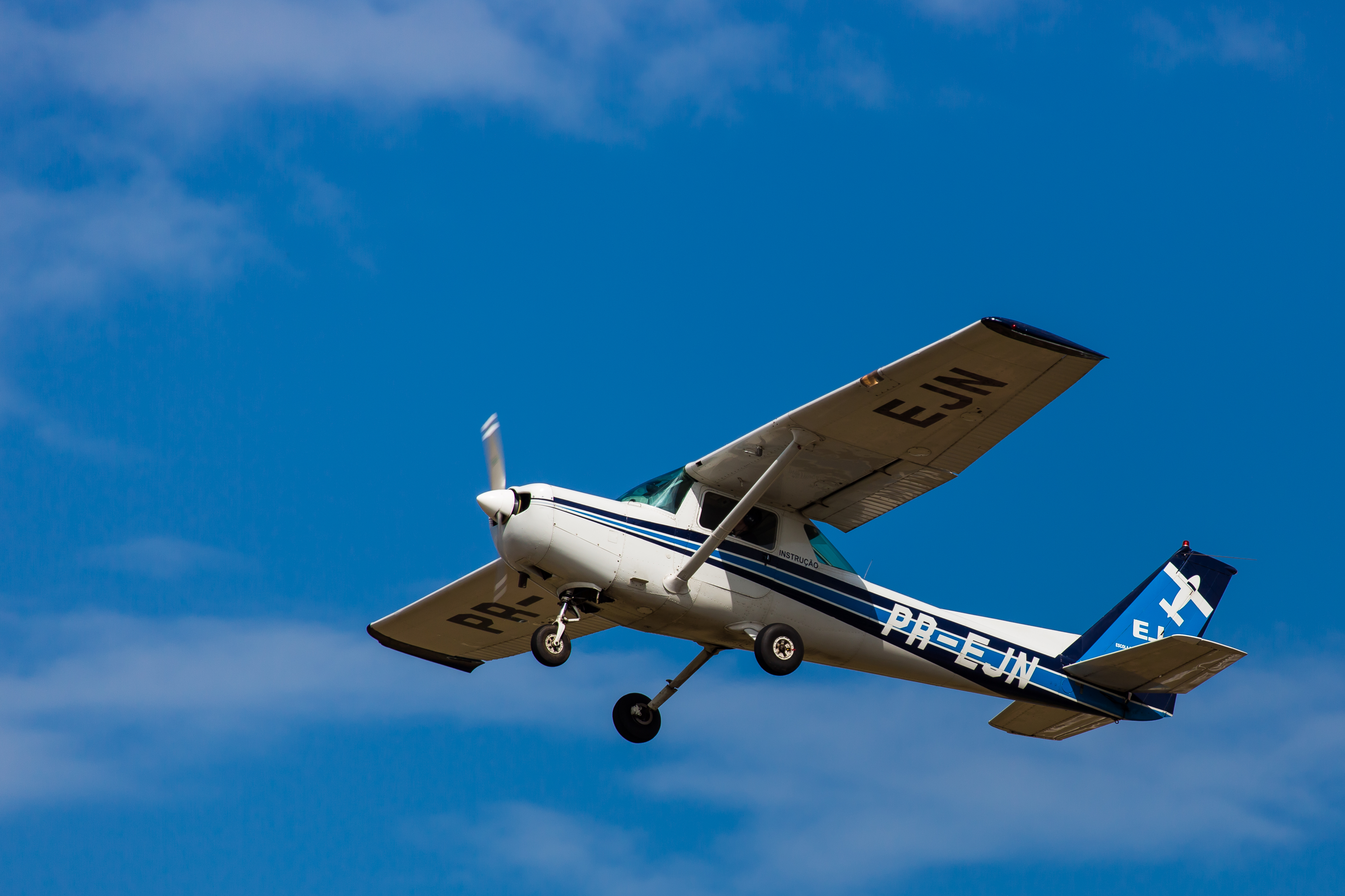
Cessna 152.

L'aéronef se déplace grâce à la force aérodynamique fournie par un ou plusieurs moteurs à combustion interne à pistons entraînant chacun une hélice. La plupart des ULM et des avions légers utilisent ce mode de propulsion. Certains hélicoptères légers et ballons dirigeables sont motorisés par des moteurs à pistons. Les moteurs sont le plus souvent à essence ; il existe certains avions légers utilisant des moteurs Diesel.

### Turbopropulseur

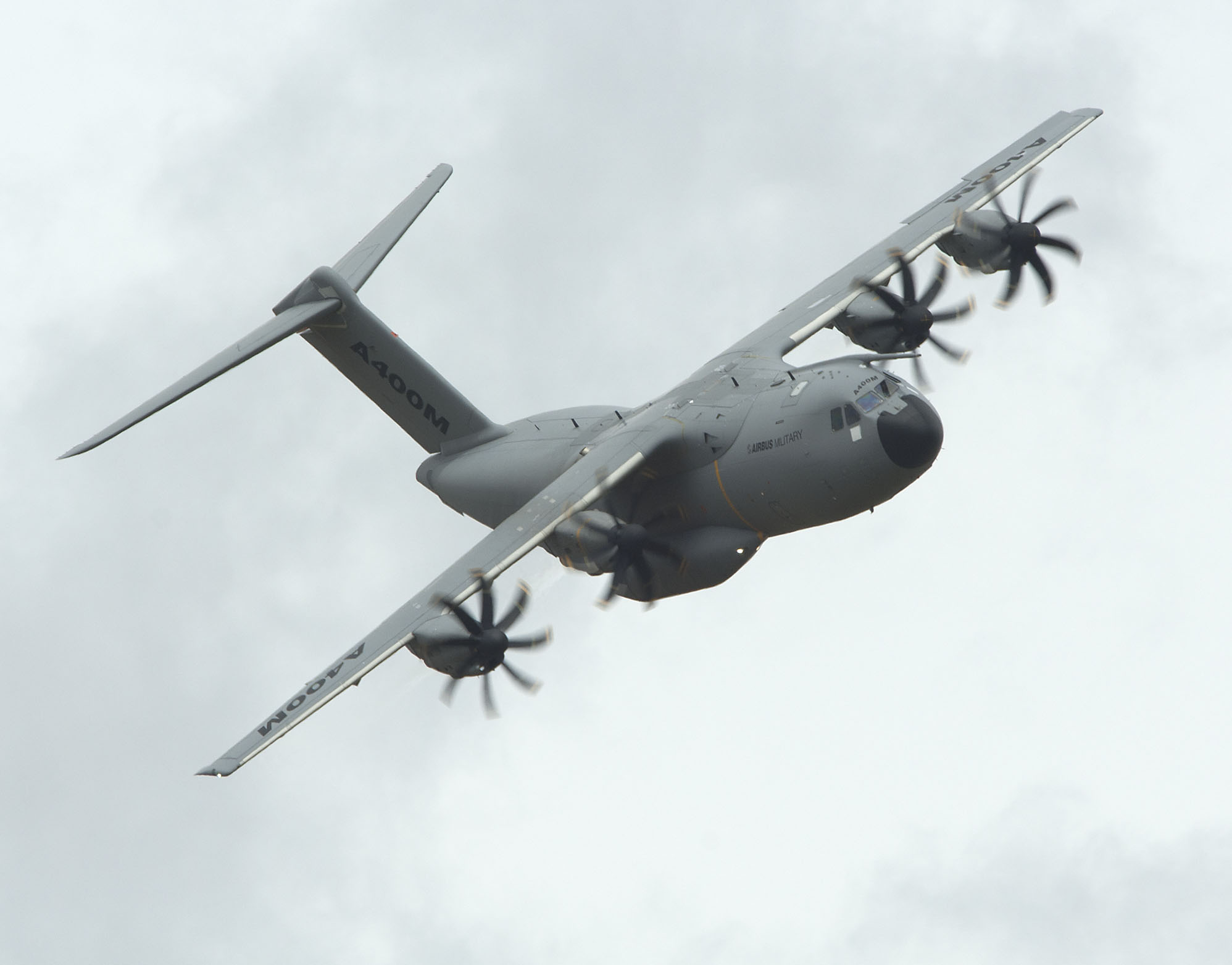
Airbus A400M.

L'aéronef se déplace grâce à la force aérodynamique fournie par un ou plusieurs turbopropulseurs, couplant une turbine à gaz entraînant une hélice qui fournit la majorité de la poussée. Les avions équipés de turbopropulseurs disposent de plus de puissances qu'un avion à moteur à piston. Ils sont en général plus lourds, plus rapides et ont un plafond plus élevé que ces derniers. Ce mode de propulsion est particulièrement adapté aux vols court-courrier. La plupart des hélicoptères utilisent cette motorisation à la fois pour la propulsion et la sustentation.

### Turboréacteur

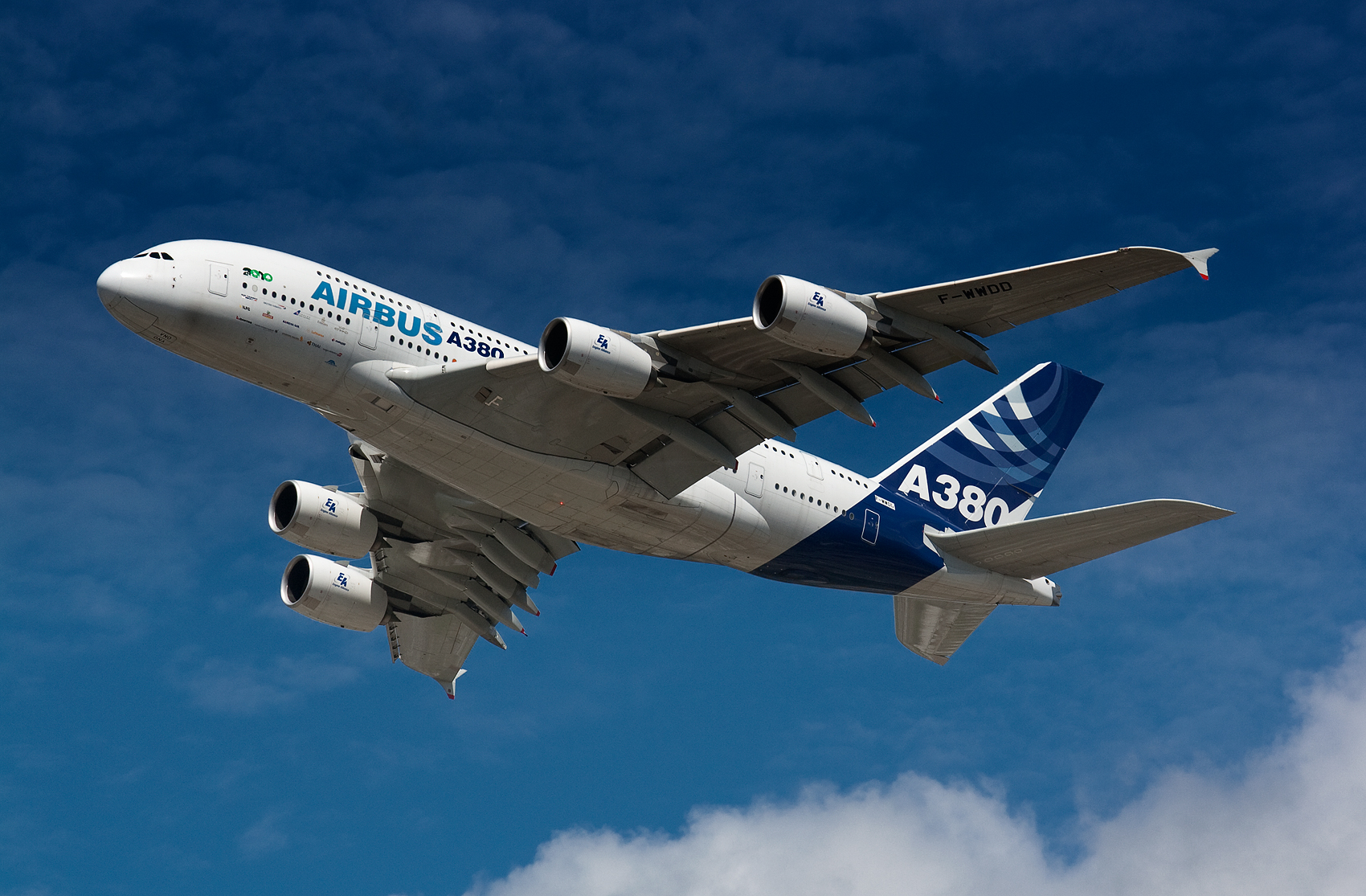
Airbus A380.

L'aéronef se déplace grâce à la force aérodynamique fournie par un turboréacteur. Ces avions sont plus rapides que les avions à turbopropulseurs mais consomment plus de carburant. Ce type de propulsion est utilisé par tous les avions de ligne long-courrier. Le turboréacteur est le seul type de propulsion permettant à des avions de série d'atteindre des vitesses supersoniques.

### Moteur électrique avec une hélice
Les aéronefs à propulsion électrique utilisent un moteur électrique pour entraîner une hélice. Aujourd'hui quelques ULM et ballons dirigeables sont à propulsion électrique. L'énergie est fournie par des batteries et de façon expérimentale par des panneaux solaires.

### Moteur fusée
Les avions fusées sont propulsés par un moteur fusée leur permettant d'atteindre des vitesses hypersoniques et des altitudes très élevées. Ils n'ont été construits qu'à des fins expérimentales.

## Classement par activités
D'une manière générale, un constructeur aéronautique vise un marché particulier et optimise l'appareil pour cette activité. L'appareil est donc prévu pour emporter une charge utile donnée, celle-ci pouvant être composée de personnels ou de matériels transportés ou utilisés pendant le vol. Le pilote peut, parfois, être la seule « charge utile ». Dès l'origine, le constructeur peut toutefois prévoir des adaptations à d'autres activités et construire l'appareil en différentes versions. Si de nombreux ouvrages de référence sont consacrés spécifiquement aux appareils militaires ou aux appareils utilisés par les compagnies aériennes — ceux consacrés à l'ensemble de l'aviation générale sont bien moins courants — on constate que les activités militaires n'ont pas la même définition suivant les pays (par exemple, les activités de surveillance effectuées par les services de police ou de douane relèvent d'une autorité militaire ou civile ; l'apprentissage du pilotage qu'il soit militaire ou civil, peut utiliser les mêmes appareils). Enfin, certains utilisateurs ont converti ou adapté des appareils à des usages parfois très différents de leur destination initiale.

### Activité militaire

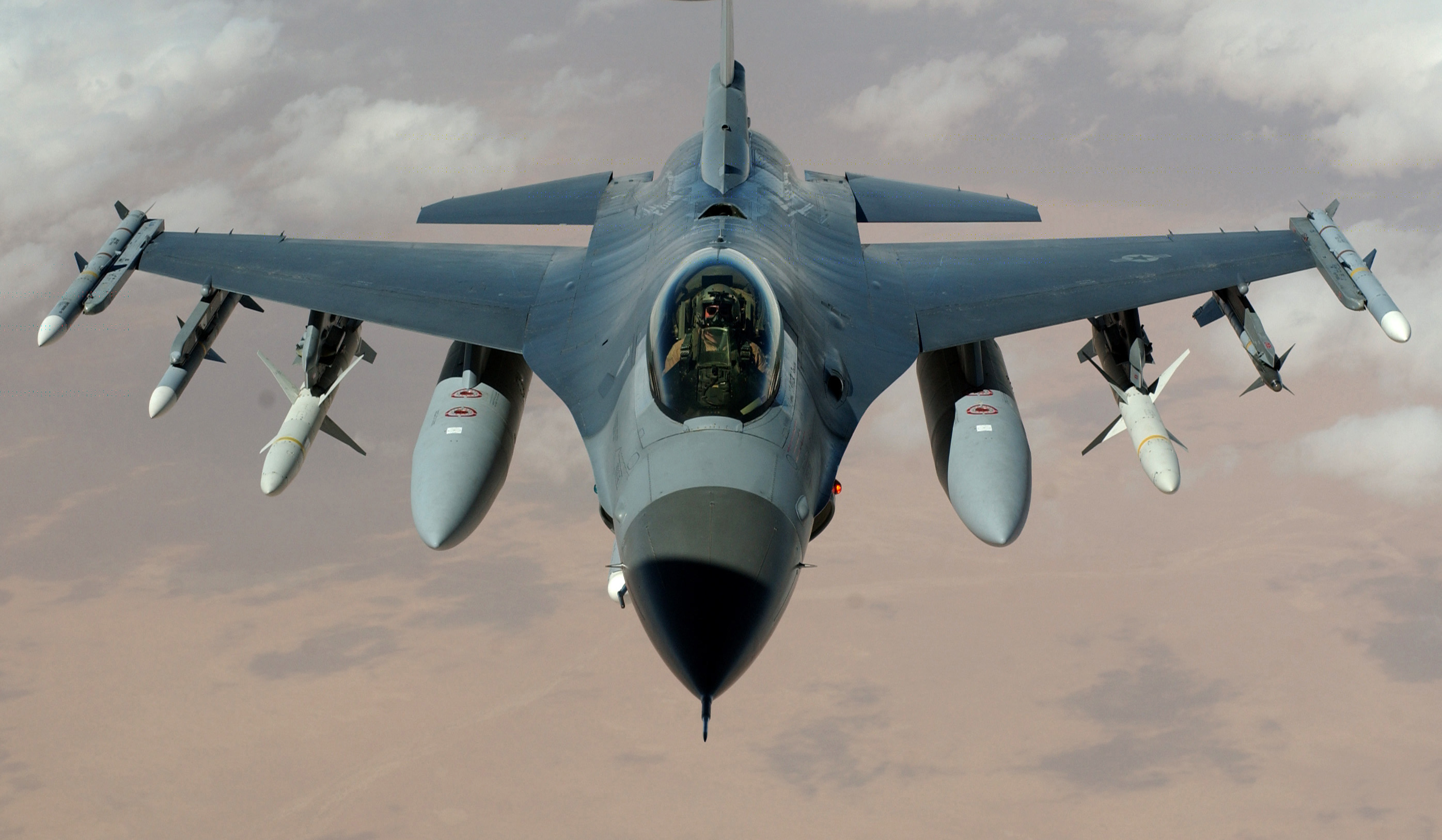
F-16 Fighting Falcon, avion de combat multirôle américain.

Les aéronefs militaires sont développés pour répondre aux besoins des forces armées. Il existe deux catégories principales, en fonction des missions : les aéronefs de combat dotés d'armements offensifs ; les aéronefs de soutien, non armés ou dotés d'armements défensifs.
Les missions de combats sont réalisées par les avions de chasse, les bombardiers et les hélicoptères d'attaque. Durant la Première Guerre mondiale, des ballons dirigeables ont été utilisés pour des missions de bombardement.
Les missions de soutiens comprennent principalement :
- les missions de soutiens logistiques réalisées par les avions de transport, les hélicoptères de transport et les avions ravitailleurs ;
- les missions d'observation et de reconnaissance réalisées par des avions de reconnaissance ;
- les missions d'entrainement réalisées par les avions d'entraînements.

### Transport aérien commercial
Le transport aérien commercial est une activité consistant à déplacer des passagers ou du fret par la voie aérienne. Il est généralement effectué par des compagnies aériennes utilisant des avions de ligne, mais peut également être réalisé par des hélicoptères de transports. Aujourd’hui, quelques dirigeables sont utilisés pour transporter des passagers à des fins touristiques.

### Aviation générale

#### Affaires
L'aviation d'affaires est consacrée au transport de passagers à la demande dans un but non touristique et permet d'effectuer des liaisons entre des aérodromes n’accueillant pas ou peu de lignes commerciales. Il existe des avions d'affaires à turboréacteur, disposant de cabines luxueuses, spécialement conçu pour cet usage. Les plus performants disposent d'un rayon d'action de plus de 10 000 km et sont capables de se poser sur des pistes courtes. Des voyages d'affaires sont également effectués par des avions plus léger (à turbopropulseur ou à moteur à piston) ou en hélicoptère.

#### Travail aérien

##### Surveillance
Les forces de police utilisent des avions et hélicoptères pour surveiller des zones ou des axes de communications afin de constater des infractions ou coordonner une intervention depuis les airs. Ces aéronefs sont équipés de moyens d'observation optronique, permettant de suivre le détail des événements.
La sécurité civile utilise des avions pour surveiller les départs de feux de forêt.

##### Recherche et sauvetage
La sécurité civile utilise des hélicoptères afin d’effectuer des missions de recherche et sauvetage de personnes en détresse. La capacité de vol stationnaire des hélicoptères permet de d'embarquer les personnes secourues par hélitreuillage sans avoir à se poser.

##### Largage et héliportage
La sécurité civile utilise des avions et hélicoptères bombardiers d'eau pour lutter contre les feux de forêts.
L'héliportage consiste à utiliser un hélicoptère lourd afin de déplacer des charges lourdes dans des lieux difficilement accessibles.
L'épandage aérien consiste à répandre divers produits sur des zones à traiter (culture, forêt, marais...) à l'aide d'avion ou d'hélicoptère spécialement équipé.

## Répartition par type d'aéronef

### En Allemagne
| Catégorie                   | Chiffres 2011 ! | pourcentages |
| --------------------------- | --------------- | ------------ |
| Avion > 20 t                | 770             | 3,56         |
| Avion de 14 à 20 t          | 38              | 0,18         |
| Avion de 5,7 à 14 t         | 236             | 1,09         |
| Avion monomoteur <2 t       | 6744            | 31,22        |
| Avion monomoteur 2 à 5,7 t  | 155             | 0,72         |
| Avion multimoteur <2 t      | 243             | 1,12         |
| Avion multimoteur 2 à 5,7 t | 428             | 1,98         |
| Voilure tournante           | 773             | 3,58         |
| Motoplaneur                 | 3122            | 14,45        |
| Dirigeable                  | 3               | 0,01         |
| Ballon                      | 1257            | 5,82         |
| Planeur                     | 7834            | 36,26        |
| Total                       | 21 603          | 100,00       |

### Aux États-Unis
| Catégorie                        | Chiffres 2013 | pourcentages |
| -------------------------------- | ------------- | ------------ |
| Avion léger monomoteur à pistons | 135 935       | 61,60        |
| Avion                            | 37 160        | 16,84        |
| Voilure tournante                | 10 165        | 4,61         |
| Total                            | 220 670       | 100,00       |

Les chiffres ci-dessus, quoique incomplets et comptabilisés différemment suivant les pays, montrent qu'en nombre d'appareils, l'aéronautique est composée pour une très large majorité d'avions légers monomoteurs à pistons utilisés pour des activités de loisir, de sport ou d'apprentissage du pilotage. À l'échelle mondiale les avions de ligne, les aéronefs militaires de tous types ne représentent qu'un quart de l'aviation générale des États-Unis.